# Chelah Horsdal
Chelah Horsdal, född 19 juni 1973 i Vancouver i British Columbia i Kanada, är en kanadensisk skådespelerska.

## Filmografi (urval)
- 2007 – Aliens vs. Predator 2
- 2008 – Elegy - skönhetens makt
- 2009 – Possession
- 2021–2023 – Vad som än händer (TV-serie)